# دوشیزه و آقای سوپرنشنال
دوشیزه سوپرنشنال (به انگلیسی: Miss Supranational) یک مسابقه بین‌المللی زیبایی است که هر سال توسط سازمانی با همین نام برگزار می‌شود.

## تاریخچه
دوشیزه سوپرنشنال توسط انجمن جهانی زیبایی S.A اداره می شود که در سال ۲۰۰۹ در پاناما تأسیس شد. اولین رئیس انجمن جهانی زیبایی، Tryny Marcela Yandar Lobón و Gerhard Parzutka von Lipinski از لهستان به عنوان تهیه کننده اجرایی، و رئیس شرکت تولید Nowa Scena بود.
پارزوتکا فون لیپینسکی از سال ۲۰۱۷ به عنوان رئیس دوشیزه سوپرنشنال برگزیده شده است.
دوشیزه سوپرنشنال حال ادواردا برام از برزیل است.

## برندگان
| ۲۰۰۹ | اوکسانا موریا      | اوکراین       | پوتسک، لهستان         |            |            |
| ۲۰۱۰ | کارینا پینیلا      | پاناما        | پوتسک، لهستان         |            |            |
| ۲۰۱۱ | مونیکا لوچوک       | لهستان        | پوتسک، لهستان         |            |            |
| ۲۰۱۲ | کاتسیارینا بورایا  | بلاروس        | ورشو، لهستان          |            |            |
| ۲۰۱۳ | موتیا یوهانا داتول | فیلیپین       | مینسک، بلاروس         |            |            |
| ۲۰۱۴ | آشا بات            | هند           | Krynica-Zdrój، لهستان |            |            |
| ۲۰۱۵ | استفانیا استگمن    | پاراگوئه      | Krynica-Zdrój، لهستان |            |            |
| ۲۰۱۶ | سریندی شتی         | هند           | Krynica-Zdrój، لهستان |            |            |
| ۲۰۱۷ | جنی کیم            | کره جنوبی     | Krynica-Zdrój، لهستان |            |            |
| ۲۰۱۸ | والریا وازکز       | پورتوریکو     | Krynica-Zdrój، لهستان |            |            |
| ۲۰۱۹ | آنتونیا پورسیلد    | تایلند        | کاتوویتسه، لهستان     |            |            |
| ۲۰۲۰ | برگزار نشد         | برگزار نشد    | برگزار نشد            | برگزار نشد | برگزار نشد |
| ۲۰۲۱ | چانیک رابه         | نامیبیا       | نووی سونچ، لهستان     |            |            |
| ۲۰۲۲ | لاله مسوانه        | آفریقای جنوبی | نووی سونچ، لهستان     |            |            |
| ۲۰۲۳ | آندریا آگیلرا      | اکوادور       | نووی سونچ، لهستان     |            |            |
| ۲۰۲۴ | حرشته هیفا زهرا    | اندونزی       | نووی سونچ، لهستان     |            |            |
| ۲۰۲۵ | ادواردا برام       | برزیل         | نووی سونچ، لهستان     |            |            |

## کشور بر اساس تعداد برد
| کشور          | عناوین | سال        |
| ------------- | ------ | ---------- |
| هند           | ۲      | ۲۰۱۴, ۲۰۱۶ |
| برزیل         | ۱      | ۲۰۲۵       |
| اندونزی       | ۱      | ۲۰۲۴       |
| اکوادور       | ۱      | ۲۰۲۳       |
| آفریقای جنوبی | ۱      | ۲۰۲۲       |
| نامیبیا       | ۱      | ۲۰۲۱       |
| تایلند        | ۱      | ۲۰۱۹       |
| پورتوریکو     | ۱      | ۲۰۱۸       |
| کره جنوبی     | ۱      | ۲۰۱۷       |
| پاراگوئه      | ۱      | ۲۰۱۵       |
| فیلیپین       | ۱      | ۲۰۱۳       |
| بلاروس        | ۱      | ۲۰۱۲       |
| لهستان        | ۱      | ۲۰۱۱       |
| پاناما        | ۱      | ۲۰۱۰       |
| اوکراین       | ۱      | ۲۰۰۹       |

آقای سوپرنشنال (به انگلیسی: Mister Supranational) در سال ۲۰۱۶، تاجر لهستانی، تهیه‌کننده و مدیر بین‌المللی دوشیزه سوپرنشنال Gerardo Von Lipinsky، مسابقه بین‌المللی زیبایی مردانه، آقای سوپرنشنال را به همراه تاجر پانامایی، Marcela Lobón، خالق WBA (انجمن جهانی زیبایی) تأسیس کرد.

## تاریخچه
اولین دوره این مسابقه در تاریخ ۲ دسامبر ۲۰۱۶ در مرکز ورزشی و تفریحی شهرداری (MOSIR) در شهر Krynica-Zdrój لهستان با حضور ۳۶ نامزد از کشورهای مختلف جهان برگزار شد.
آقای سوپرنشنال حال لاوین سوان از فرانسه است.

## برندگان
| ۲۰۱۶ | دیگو گارسی         | مکزیک         | Krynica-Zdrój، لهستان |            |            |
| ۲۰۱۷ | گابریل کوریا       | ونزوئلا       | Krynica-Zdrój، لهستان |            |            |
| ۲۰۱۸ | پراتامش ماولینگکار | هند           | Krynica-Zdrój، لهستان |            |            |
| ۲۰۱۹ | نیت سرنکوویچ       | آمریکا        | کاتوویتسه، لهستان     |            |            |
| ۲۰۲۰ | برگزار نشد         | برگزار نشد    | برگزار نشد            | برگزار نشد | برگزار نشد |
| ۲۰۲۱ | وارو وارگاس        | پرو           | نووی سونچ، لهستان     |            |            |
| ۲۰۲۲ | لوئیس دانیل گالوز  | کوبا          | نووی سونچ، لهستان     |            |            |
| ۲۰۲۳ | ایوان آلوارز گوئدس | اسپانیا       | نووی سونچ، لهستان     |            |            |
| ۲۰۲۴ | فیزیله مخیزه       | آفریقای جنوبی | نووی سونچ، لهستان     |            |            |
| ۲۰۲۵ | لاوین سوان         | فرانسه        | نووی سونچ، لهستان     |            |            |

## کشور بر اساس تعداد برد
| کشور          | عناوین | سال  |
| ------------- | ------ | ---- |
| فرانسه        | ۱      | ۲۰۲۵ |
| آفریقای جنوبی | ۱      | ۲۰۲۴ |
| اسپانیا       | ۱      | ۲۰۲۳ |
| کوبا          | ۱      | ۲۰۲۲ |
| پرو           | ۱      | ۲۰۲۱ |
| آمریکا        | ۱      | ۲۰۱۹ |
| هند           | ۱      | ۲۰۱۸ |
| ونزوئلا       | ۱      | ۲۰۱۷ |
| مکزیک         | ۱      | ۲۰۱۶ |